# 上海市皮肤病医院
上海市皮肤病医院是中華人民共和國上海市一家主要醫治皮肤病、性病的公立三级专科医院。

## 歷史

### 上海市遵义医院
1935年12月14日，在颜福庆、胡文虎等人的支持下，中华麻风救济会、国立上海医学院筹建的上海中华麻风疗养院建成。该院隶属中华麻风救济会，院址位於宝山县庙行乡（今保德路1278号，上海市皮肤病医院现址），占地百余亩，设病床96张，建筑10余栋。上海医学院院长朱恆璧兼任该院名誉院长，赖斗岩兼任院长。
1937年淞沪會战爆发，當年9月，部分醫院內的麻风患者迁至市区，借住在孙中山纪念医院。12月，麻风患者迁至小沙渡路。1938年6月，麻风患者又搬遷至白利南路的草舍，該草舍成為临时麻风医院。1943年，醫院才迁回寶山原址。
1949年10月以后，中华麻风协会暂时代管上海中华麻风疗养院。1954年4月，上海中华麻风疗养院更名为上海市麻风医院，由上海市卫生局接管，并在武夷路200号开设上海市麻风门诊部（後改為上海市皮肤病医院门诊部）。
1958年，醫院更名为上海市麻风防治院。1966年，醫院更名为上海市遵义医院。1990年6月，中華人民共和國卫生部确认上海市达到基本消灭麻风病标准。1991年，上海市遵义医院开办皮肤病门诊。

### 上海市皮肤病性病防治中心
1945年，上海市性病防治所成立。1984年迁至武夷路196号。上海市皮肤病防治所也位於武夷路196号。1987年，上海市性病防治中心成立。

### 上海市皮肤病医院
1994年10月，上海市遵义医院与上海市皮肤病防治所、上海市性病防治中心合并为上海市皮肤病性病防治中心，但仍保留上海市遵义医院牌子。1999年5月11日（一說2001年），醫院改制成上海市皮肤病性病医院，2010年更名为上海市皮肤病医院。
2020年初，医院加掛同济大学附属皮肤病医院牌子。此時總院位於保德路1278号，原位於武夷路200号的武夷路院区搬遷至武夷路238号的原新长宁教育培训中心。另外還有位於虬江路的虬江路院区